# Cnematoplatys cylindrica
Cnematoplatys cylindrica är en skalbaggsart som beskrevs av S. Endrödi 1951. Cnematoplatys cylindrica ingår i släktet Cnematoplatys och familjen Aphodiidae. Inga underarter finns listade i Catalogue of Life.